# Naupactus xanthographus
Espèce
Naupactus xanthographus est une espèce d'insectes coléoptères de la super-famille des Curculionoidea, originaire d'Amérique du Sud. C'est une espèce très étudiée en raison des dommages économiques qu'elle peut provoquer dans les cultures de vigne et d'arbres fruitiers, notamment au Chili.

## Morphologie
Ce sont des insectes de taille moyenne, les adultes atteignent 11 à 14 mm de long. Ils possèdent des élytres soudées entre elles, couvrant l'abdomen. Ces élytres sont couvertes d'écailles pigmentées, formant un motif de lignes jaunes. La pigmentation des écailles varie avec les saisons, en hiver elles sont de couleur brune ou gris cendré, tandis qu'au printemps et en été apparaissent les lignes jaunes et vertes.

## Importance agricole
Naupactus xanthographus est une espèce polyphage qui s'alimente aux dépens d'au moins 45 espèces différentes d'arbres fruitiers, ce qui rend très difficile la lutte contrer ce ravageur.
Les viticulteurs et les agriculteurs en général le considèrent comme une peste car il se nourrit de feuilles d'arbres fruitiers à feuilles caduques.
Sa présence a été signalée au Brésil, en Argentine, au Paraguay, en Uruguay et au Chili. Son caractère polyphage en fait une menace pour l'agriculture en général.
L'hôte principal est la vigne. Au Chili, cet insecte constitue un problème principalement dans les régions RM, VI et V. Les adultes sont considérés comme peu importants, sauf pour les jeunes plants, car les dommages qu'ils causent se limitent aux marges de la feuille, sans attaque massive.
En revanche, les larves sont considérées de première importance, car elles provoquent la destruction des radicelles.
La lutte contre ce ravageur vise à éliminer les adultes et à limiter leur dispersion.

## Cycle biologique
L'adulte peut vivre jusqu'à huit mois. le cycle biologique complet se déroule sur 19 à 20 mois.
Au Chili, les adultes émergent de septembre à mars, c'est-à-dire en été. Les femelles pondent entre novembre et avril. L'éclosion des larves se produit de janvier à mai. Plus tard elles restent sous terre, à une profondeur allant de 20 à 50 cm, jusqu'à la saison suivante.
L'émergence des adultes est liée à la température du sol, le seuil de température étant situé à 13,5 °C.

## Interactions biologiques
Parmi les parasitoïdes de Naupactus xanthographus, on trouve Centistes sp. et Fidiobia asina. Les larves des Dermestidae, Megatoma sp., et les grillons, Gryllus fulvipennis, attaquent les larves et les adultes respectivement.
L'emploi de champignons entomopathogènes a également été étudié dans le cadre de la lutte biologique contre ce ravageur. C'est le cas en particulier des espèces pathogènes Metarhizium anisopliae, Beauveria bassiana et Steinernema sp..
Pour que l'action de ces pathogènes soit efficace, la température ambiante doit être supérieure à 25 °C.